# Ігуатемі (мікрорегіон)

Ігуатемі на карті штату Мату-Гросу-ду-Сул

Ігуатемі (порт. Microrregião de Iguatemi) — мікрорегіон в Бразилії, входить в штат Мату-Гросу-ду-Сул. Складова частина мезорегіону Південний захід штату Мату-Гросу-ду-Сул. Населення становить 201 696 чоловік на 2006 рік. Займає площу 22 446,777 км². Густота населення — 8,99 чол./км².

## Склад мікрорегіону
До складу мікрорегіону включені наступні муніципалітети:
1. Анжеліка
2. Коронел-Сапукая
3. Деодаполіс
4. Елдораду
5. Глорія-ді-Дорадус
6. Ігуатемі
7. Ітакіраї
8. Івіньєма
9. Жапоран
10. Жатеї
11. Мунду-Нову
12. Навіраї
13. Нову-Орізонті-ду-Сул
14. Параньюс
15. Сеті-Кедас
16. Такуру

| Бразилія | Це незавершена стаття з географії Бразилії. Ви можете допомогти проєкту, виправивши або дописавши її. |